# Top 14 2019-20
El campeonato de rugby XV de Francia de 2019-20, más conocido como Top 14 2019-20 fue la 121.ª edición del campeonato francés de rugby union. En este campeonato se enfrentan los catorce mejores equipos de Francia.
El último campeón del Top 14 es el Stade Toulousain que venció al Clermont por 24-18 en la final disputada en el Stade de France.
El torneo fue cancelado debido a la pandemia de COVID-19 en el país.

## Equipos participantes
| Equipo           | Ciudad             | Estadio                         | Capacidad |
| ---------------- | ------------------ | ------------------------------- | --------- |
| Agen             | Agen               | Stade Armandie                  | 13,863    |
| Bayonne          | Bayonne            | Stade Jean Dauger               | 16,934    |
| Bordeaux Bègles  | Bordeaux           | Stade Chaban-Delmas             | 33,500    |
| Brive            | Brive-la-Gaillarde | Stade Amédée-Domenech           | 13,979    |
| Castres          | Castres            | Stade Pierre-Fabre              | 12,500    |
| Clermont         | Clermont-Ferrand   | Parc des Sports Marcel Michelin | 19,022    |
| La Rochelle      | La Rochelle        | Stade Marcel-Deflandre          | 16,000    |
| Lyon             | Lyon               | Stade de Gerland                | 25,000    |
| Montpellier      | Montpellier        | Altrad Stadium                  | 15,697    |
| Section Paloise  | Pau                | Stade du Hameau                 | 18,324    |
| Racing 92        | Nanterre           | Paris La Défense Arena          | 30,681    |
| Stade Français   | Paris              | Stade Jean-Bouin                | 20,000    |
| Toulon           | Toulon             | Stade Mayol                     | 18,200    |
| Stade Toulousain | Toulouse           | Stade Ernest-Wallon             | 18,754    |

## Clasificación
Actualizado a últimos partidos disputados el 1 de marzo de 2020 (17.ª Jornada).
| Pos. | Equipo           | Encuentros | Encuentros | Encuentros | Encuentros | Tantos | Tantos | Tantos | PB | PB | Puntos |
| Pos. | Equipo           | PJ         | PG         | PE         | PP         | F      | C      | Dif    | BO | BD | Puntos |
| ---- | ---------------- | ---------- | ---------- | ---------- | ---------- | ------ | ------ | ------ | -- | -- | ------ |
| 1    | Bordeaux Bègles  | 17         | 13         | 1          | 3          | 475    | 317    | 158    | 6  | 1  | 61     |
| 2    | Lyon             | 17         | 12         | 0          | 5          | 465    | 304    | 161    | 5  | 0  | 53     |
| 3    | Racing 92        | 17         | 9          | 1          | 7          | 451    | 326    | 125    | 5  | 3  | 46     |
| 4    | Toulon           | 17         | 9          | 2          | 6          | 396    | 334    | 62     | 3  | 2  | 45     |
| 5    | La Rochelle      | 17         | 9          | 0          | 8          | 370    | 377    | -7     | 3  | 3  | 42     |
| 6    | Clermont         | 17         | 10         | 0          | 7          | 423    | 415    | 8      | 1  | 0  | 41     |
| 7    | Stade Toulousain | 17         | 8          | 1          | 8          | 368    | 331    | 37     | 4  | 2  | 40     |
| 8    | Montpellier      | 17         | 6          | 3          | 8          | 404    | 390    | 14     | 2  | 5  | 37     |
| 9    | Castres          | 17         | 7          | 0          | 10         | 392    | 460    | -68    | 3  | 2  | 33     |
| 10   | Brive            | 17         | 7          | 1          | 9          | 364    | 441    | -77    | 1  | 2  | 33     |
| 11   | Bayonne          | 17         | 7          | 1          | 9          | 327    | 409    | -82    | 0  | 3  | 33     |
| 12   | Section Paloise  | 17         | 6          | 0          | 11         | 334    | 414    | -80    | 0  | 4  | 28     |
| 13   | Agen             | 17         | 5          | 1          | 11         | 323    | 414    | -91    | 0  | 4  | 26     |
| 14   | Stade Français   | 17         | 5          | 1          | 11         | 328    | 488    | -160   | 0  | 3  | 25     |

Pts = Puntos totales; PJ = Partidos Jugados; G = Partidos Ganados; E = Partidos Empatados; P = Partidos Perdidos; PF = Puntos a favor; PC = Puntos en contra; Dif = Diferencia de puntos; PBO = Bonus ofensivos; PBD = Bonus defensivos
|  | Clasificados directamente a la Copa de Campeones Europeos de Rugby 2020-21. |

## Resultados

### Fase regular
Las casillas de color gris claro corresponden a los partidos cancelados por la suspensión del torneo debido a la pandemia de coronavirus.
| Clubs            | AGE   | BAY   | UBB   | BRI   | CAS   | CLE   | LOU   | MHR   | SFR   | PAU   | RAC   | ROC   | RCT   | TOU   |
| ---------------- | ----- | ----- | ----- | ----- | ----- | ----- | ----- | ----- | ----- | ----- | ----- | ----- | ----- | ----- |
| Agen             |       | 27-29 |       | 16-10 | 24-43 | 15-32 | 12-13 | 29-10 | 27-14 |       |       |       | 25-44 | 8-13  |
| Bayonne          | 22-23 |       |       | 6-6   | 27-17 | 30-34 |       | 28-24 | 28-17 | 3-9   |       | 23-22 |       | 20-10 |
| Bordeaux Bègles  | 23-0  | 22-3  |       |       | 26-24 | 42-15 | 37-19 |       | 52-3  |       |       | 20-15 | 34-12 | 30-25 |
| Brive            | 16-30 |       | 30-9  |       |       | 28-21 | 30-16 |       | 26-21 | 33-26 | 20-44 |       | 39-17 | 23-9  |
| Castres          | 30-27 |       | 32-34 | 28-26 |       |       | 29-12 | 26-25 | 46-16 | 26-16 | 0-27  |       |       |       |
| ASM Clermont     | 30-13 |       | 22-31 |       | 39-22 |       | 24-15 | 20-13 | 29-19 | 28-37 |       | 28-10 |       |       |
| Lyon             |       | 52-9  | 25-23 | 59-3  |       |       |       |       | 43-9  | 27-8  | 29-20 | 45-17 | 27-12 | 22-12 |
| Montpellier      |       | 31-29 | 17-17 | 29-26 |       |       | 33-8  |       | 20-20 | 43-22 |       | 30-16 |       | 33-22 |
| Stade Français   |       | 33-27 |       |       |       | 18-32 |       |       |       | 21-18 | 9-25  | 21-20 | 33-30 | 30-18 |
| Section Paloise  | 18-12 |       | 23-27 | 33-14 | 37-24 | 20-23 |       | 19-15 |       |       | 3-31  | 13-44 | 9-19  |       |
| Racing 92        | 27-27 | 17-24 | 30-34 |       | 23-14 | 27-19 | 20-31 | 29-25 |       |       |       | 49-0  |       | 30-27 |
| La Rochelle      | 40-8  |       |       | 41-17 | 22-13 |       |       | 35-30 | 28-26 |       | 12-6  |       | 17-12 | 28-13 |
| Toulon           |       | 20-9  |       | 34-17 | 43-3  | 41-19 | 6-20  | 19-19 | 19-18 |       | 32-29 | 23-3  |       |       |
| Stade Toulousain |       | 45-10 | 22-14 |       | 36-15 | 34-8  |       | 25-7  |       | 24-23 | 20-17 |       | 13-13 |       |

|  | Victoria de local |  | Empate |  | Derrota de local |